# Augusto da Silva Branco Camacho
Augusto da Silva Branco Camacho (Canhas, Ponta do Sol, 10 de abril de 1907 — Almada, 1 de julho de 1991) foi um jurista, especialista em direito administrativo, e político. Publicou diversas obras sobre o regime administrativo dos distritos autónomos das ilhas adjacentes, consideradas obras de referência na matéria.

## Biografia
Frequentou o Liceu do Funchal e formou-se em Direito pela Universidade de Coimbra, a 21 de novembro de 1929.
Exerceu advocacia no Funchal e na Ponta do Sol. Em 1936 ingressou na administração pública, como funcionário do Governo Civil do Distrito Autónomo do Funchal. Exerceu ali as funções de primeiro-oficial, cargo que o levou a substituir algumas vezes o governador civil. Foi, também, provedor da Santa Casa da Misericórdia do Funchal.
Transferiu-se para Aveiro, onde foi secretário do Governo Civil do Distrito de Aveiro. Foi seguidamente secretário-geral de 2.ª classe do Governo Civil do Distrito da Horta e secretário-geral de 1.ª classe do Governo Civil do Distrito Autónomo de Ponta Delgada, cargo que exerceu de 1950 a 1975, ano em que o cargo foi extinto pela criação da Junta Regional dos Açores. Apesar do seu passado político de serviço ao Estado novo, foi mantido em funções pelo Governador Civil António Borges Coutinho, de 1974 a 1975.

## Obra
- O Distrito no Código Administrativo de 1940 e no Estatuto dos Distritos Autónomos, Funchal, 1947
- Administração Municipal, Ponta Delgada, 1954
- Em Defesa da Autonomia Administrativa das Ilhas Adjacentes, Ponta Delgada, 1962
- A Eleição do Chefe de Estado e a Organização Corporativa, Vila Franca do Campo, 1962
- O Chefe de Estado em Santa Maria e S. Miguel, 1962
- Considerações sobre o Estatuto dos Distritos Autónomos das Ilhas Adjacentes, 1965
- O Bem Comum. Quarenta Anos de Administração Distrital, 1926/1966
- Iniciação Jurídica e Princípios Básicos de Direito Administrativo, 1977